# Estádio Chapadinha
Estádio Chapadinha – stadion piłkarski, w Brazlândia, Distrito Federal, Brazylia, na którym swoje mecze rozgrywa klub Sociedade Esportiva Brazlândia.